# Ячменная шведская муха
Ячменная шведская муха (лат. Oscinella pusilla) — вид короткоусых двукрылых из семейства злаковых мушек (Chloropidae).

## Описание
Шведская муха черного цвета, до 1,5 мм в длину. Жужжальца, стерниты брюшка, голени передних и средних ног желтые, на задних голенях узкая затемненная перевязь. Бёдра чёрные.

## Распространение
Азиатская и европейская части СНГ, включая Кавказ. Европа, Средиземноморье, Ближний Восток, центральная Азия, Дальний Восток, север Африки, Северная Америка.

## Образ жизни
Ячменная муха хорошо переносит высокие температуры (25—30°С) и низкое увлажнение (40—60 %). Естественные враги мух — жужелицы из родов Bembidion и Agonum и некоторые виды настоящих наездников (Ichneumonidae).

## Размножение
Одна самка откладывает 25—30 яиц. Личинки питаются внутри стебля зачатком колоса или формирующейся зерновкой, вследствие чего стебли увядают, центральный лист засыхает. Ячменная муха предпочитает ячмень и пшеницу.